# Sandsjön (Fågelfors socken, Småland)
Sandsjön är en sjö i Högsby kommun i Småland och ingår i Emåns huvudavrinningsområde. Sjön är 7,5 meter djup, har en yta på 0,261 kvadratkilometer och befinner sig 126,3 meter över havet.

## Delavrinningsområde
Sandsjön ingår i det delavrinningsområde (634298-150433) som SMHI kallar för Mynnar i Emån. Medelhöjden är 128 meter över havet och ytan är 57,13 kvadratkilometer. Räknas de 8 avrinningsområdena uppströms in blir den ackumulerade arean 228,45 kvadratkilometer. Nötån som avvattnar avrinningsområdet har biflödesordning 2, vilket innebär att vattnet flödar genom totalt 2 vattendrag innan det når havet efter 64 kilometer. Avrinningsområdet består mestadels av skog (81 procent). Avrinningsområdet har 0,67 kvadratkilometer vattenytor vilket ger det en sjöprocent på 1,2 procent. Bebyggelsen i området täcker en yta av 1,32 kvadratkilometer eller 2 procent av avrinningsområdet.